# Sebastian Heidinger (Fußballspieler)
Sebastian Heidinger (* 11. Januar 1986 in Miltenberg) ist ein ehemaliger deutscher Fußballspieler und heutiger Fußballtrainer.

## Karriere

### Spieler
Heidinger begann in der Fußballabteilung des Turnverein Trennfurt im Stadtteil Klingenberg am Main im Landkreis Miltenberg mit dem Fußballspielen. Innerhalb des Landkreises wechselte er dann nach Wörth am Main in die Fußballabteilung des FSV Wörth; danach war er bis 2001 in der Jugendabteilung von Viktoria Aschaffenburg und vier Spielzeiten in der Jugendabteilung des FC Bayern München aktiv. 2004 gewann de mit den Bayern die Deutsche A-Juniorenmeisterschaft.
Nachdem Heidinger von 2005 bis 2007 in der Regionalliga Süd beim SC Pfullendorf aktiv gewesen war, wechselte er zur Saison 2007/08 in die Regionalliga Nord zu Fortuna Düsseldorf. Mit der Fortuna qualifizierte er sich in dieser Saison für die neu geschaffene 3. Liga, ein Jahr später gelang der Aufstieg in die 2. Bundesliga. In dieser gab er sein Debüt am 31. August 2009 (4. Spieltag) bei der 0:3-Niederlage im Auswärtsspiel gegen den MSV Duisburg, als er in der 66. Minute für Olivier Caillas eingewechselt wurde. Sein erstes Tor erzielte er am 13. Dezember 2009 (16. Spieltag) beim 2:0-Sieg im Heimspiel gegen Rot-Weiß Oberhausen mit dem Treffer zum 1:0 in der 27. Minute. Insgesamt kam er auf 13 Zweitligaspiele in dieser Saison und erzielte vier Tore.
Zur Saison 2010/11 wechselte Heidinger zum Ligakonkurrenten Arminia Bielefeld, mit dem er einen Zweijahresvertrag schloss. Heidinger absolvierte 22 Partien und schoss fünf Tore, womit er zusammen mit Josip Tadić Toptorschütze der Bielefelder war. Bielefeld belegte am Saisonende den letzten Tabellenplatz und stieg in die 3. Liga ab.
Zur Spielzeit 2011/12 wechselte Heidinger zum Regionalligisten RB Leipzig. In seiner ersten Saison belegt er mit Leipzig den dritten Platz in der Regionalliga Nord und verpasste somit den vom Verein angestrebten Aufstieg. In der folgenden Saison 2012/13 gewann die Mannschaft die Meisterschaft in der Regionalliga Nordost und stieg nach zwei Relegationsspielen gegen die Sportfreunde Lotte in die 3. Liga auf. Heidinger stand dabei in 16 von 30 Ligaspielen sowie den beiden Relegationsspielen auf dem Platz und erzielte zwei Tore. In der Drittligasaison 2013/14 kam er am siebenten Spieltag zu seinem ersten Einsatz und fehlte anschließend bis zum Ende der Saison nur noch eine Partie auf Grund einer Gelbsperre. Am Saisonende erreichte er mit der Mannschaft den zweiten Tabellenplatz und somit gelang RB Leipzig in der ersten Drittligasaison der Vereinsgeschichte gleich der Durchmarsch in die 2. Bundesliga. Da Heidinger auf mehr als 20 Einsätze kam, verlängerte sich sein Vertrag automatisch bis Sommer 2015. In der Zweitligasaison kam Heidinger auf 15 Einsätze und belegte am Ende mit Leipzig den fünften Tabellenplatz. Sein nach der Saison auslaufender Vertrag wurde nicht verlängert.
Zur Saison 2015/16 unterschrieb er einen Einjahresvertrag beim 1. FC Heidenheim, wechselte aber in der Winterpause 2016 zum Ligakonkurrenten SpVgg Greuther Fürth. In der Winterpause der Saison 2016/17 lösten Heidinger und die SpVgg Greuther Fürth den Vertrag auf und er ging zum Drittligisten SC Paderborn 07, bei dem er einen bis zum 30. Juni 2019 laufenden Vertrag erhielt, dieser jedoch 2017 im Einvernehmen aufgelöst wurde. Zur Saison 2017/18 wurde er vom Zweitligaaufsteiger Holstein Kiel verpflichtet. Sein am 30. Juni 2018 auslaufender Vertrag wurde nicht verlängert. Zur neuen Saison verpflichtete ihn Wacker Nordhausen für seine Reservemannschaft, die in die Oberliga aufgestiegen war. Im Januar 2020 beendete Heidinger seine aktive Karriere.

### Trainer
Im Februar 2020 übernahm Heidinger nach seinem Karriereende als aktiver Spieler den Co-Trainerposten bei der U19 von RB Leipzig unter Cheftrainer Alexander Blessin. Ein Jahr später wechselte er ins Team von Tim Krömer und betreute mit diesem die U17 des Vereins. Zur Saison 2021/22 wechselte er erneut zur U19 und wurde Co-Trainer unter Daniel Meyer. Im September 2023 übernahm Heidinger den Trainer-Posten der U19. Im November 2023 wurde sein Vertrag bis 2027 verlängert.

### Privates
Heidinger ist verheiratet und hat einen siebenjährigen Sohn (Stand: 2023).

## Erfolge
- Deutscher A-Juniorenmeister 2004 (mit dem FC Bayern München)